# Mettupalayam (Tiruchirappalli)
Mettupalayam è una suddivisione dell'India, classificata come town panchayat, di 7.538 abitanti, situata nel distretto di Tiruchirappalli, nello stato federato del Tamil Nadu. In base al numero di abitanti la città rientra nella classe V (da 5.000 a 9.999 persone).

## Geografia fisica
La città è situata a 11° 10' 29 N e 78° 26' 33 E.

## Società

### Evoluzione demografica
Al censimento del 2001 la popolazione di Mettupalayam assommava a 7.538 persone, delle quali 3.771 maschi e 3.767 femmine. I bambini di età inferiore o uguale ai sei anni assommavano a 697, dei quali 337 maschi e 360 femmine. Infine, coloro che erano in grado di saper almeno leggere e scrivere erano 5.249, dei quali 2.978 maschi e 2.271 femmine.